# Konstsim vid olympiska sommarspelen 1996
Konstsim vid olympiska sommarspelen 1996 hölls i Olympic Aquatic Centre. Tidigare hade konstsim vid olympiska sommarspelen innefattat solo och duett, men dessa grenar ströks till 1996, då lagtävlingen gjorde sin entré på det olympiska programmet. Duettgrenen kom tillbaka till de olympiska konstsimstävlingarna 2000.

## Medaljsummering
| Gren | Guld | Silver | Brons |
| Lag  | USA Suzannah Bianco Tammy Cleland Becky Dyroen-Lancer Heather Pease Jill Savery Nathalie Schneyder Heather Simmons-Carrasco Jill Sudduth Emily Lesueur Margot Thien | Kanada Karen Clark Sylvie Fréchette Janice Bremner Karen Fonteyne Christine Larsen Erin Woodley Cari Read Lisa Alexander Valerie Hould-Marchand Kasia Kulesza | Japan Miya Tachibana Akiko Kawase Rei Jimbo Miho Takeda Raika Fujii Miho Kawabe Junko Tanaka Riho Nakajima Mayuko Fujiki Kaori Takahashi |

## Slutlig ställning
| Placering | Lag | Poäng  |
| --------- | --- | ------ |
|           | USA Suzannah Bianco Tammy Cleland Becky Dyroen-Lancer Heather Pease Jill Savery Nathalie Schneyder Heather Simmons-Carrasco Jill Sudduth Emily Lesueur Margot Thien       | 99.720 |
|           | Kanada Karen Clark Sylvie Fréchette Janice Bremner Karen Fonteyne Christine Larsen Erin Woodley Cari Read Lisa Alexander Valerie Hould-Marchand Kasia Kulesza             | 98.367 |
|           | Japan Miya Tachibana Akiko Kawase Rei Jimbo Miho Takeda Raika Fujii Miho Kawabe Junko Tanaka Riho Nakajima Mayuko Fujiki Kaori Takahashi                                  | 97.753 |
| 4         | Ryssland Elena Azarova Anna Iouriaeva Marija Kiseljova Olga Brousnikina Elena Antonova Marina Lobova Joulia Pankratova Olga Novoksjtjenova Gana Maximova Olga Sedakova    | 97.260 |
| 5         | Frankrike Virginie Dedieu Marianne Aeschbacher Myriam Lignot Celine Leveque Julie Fabre Isabelle Manable Magali Rathier Charlotte Massardier Délphine Maréchal Éva Riffet | 96.076 |
| 6         | Italien Serena Bianchi Giada Ballan Manuela Carnini Mara Brunetti Giovanna Burlando Brunella Carrafelli Roberta Farinelli Paola Celli Maurizia Cecconi Letizia Nuzzo      | 94.253 |
| 7         | Kina Li Min Long Yan Chen Xuan Wu Chunlan Li Yuanyuan Jin Na Fu Yuling Li Fei Guo Cui Pan Yan                                                                             | 94.124 |
| 8         | Mexiko Wendy Aguilar Olivia González Lilián Leal Ingrid Reich Aline Reich Patricia Vila Ariadna Medina Berenice Guzmán Perla Ramírez Erika Leal                           | 93.836 |